# Auxence Contout
Pour les articles homonymes, voir Contout.
Auxence Contout, né le 4 février 1925 à Cayenne et mort le 2 janvier 2020 dans cette même ville, est un poète, écrivain français originaire de la Guyane.

## Eh boy
En 1947, Auxence Contout part pour Paris suivre des études universitaires à l'université de la Sorbonne pour suivre des études scientifiques qui le conduisent au professorat de mathématiques.
En 1949, pendant son séjour à Paris, il devient l’un des fondateurs de l’Union des étudiants guyanais.
De 1954 à 1958, Auxence Contout enseigne les mathématiques au lycée de Douala au Cameroun.
En 1958, il revient en Guyane où il continue d'enseigner les mathématiques au Lycée Félix Éboué de Cayenne. En 1967, il en devient proviseur et inspecteur d'académie avec le titre de vice-recteur
En 1969, il est nommé Principal du Collège République, fonction qu’il occupera pendant 22 ans.
Il meurt le 2 janvier 2020 à Cayenne à l'âge de 94 ans mais, avant sa regrettable disparition, ce gardien de l’histoire et de la tradition guyanaise a tenté de transmettre ses savoirs en publiant près de quatorze ouvrages.

## Genèse d'une passion pour l'histoire et la culture guyanaise
C'est après un voyage au Cameroun où il enseigna durant quatre années, qu'Auxence Contout décida d'étudier la culture guyanaise. Au Cameroun, il se sentait comme chez lui car là-bas, ils pouvaient entendre des proverbes « guyanais ».
En rentrant donc en Guyane, il commença à  effectuer des recherches sur les contes, les proverbes etc. qui par la suite l'ont poussé à apprendre l'histoire, la langue guyanaise et la géographie car la langue n'était pas pratiquée de la même manière sur tout le territoire. Avec la présence des communautés amérindiennes et businenge mais aussi de celles des pays voisins, il a fini par se pencher sur la linguistique. C'est comme cela qu'il constata que des proverbes que l'on pensait venir d'Afrique provenaient en réalité de la Russie, de la Grèce ou d'Italie.
Auxence Contout fut passionné par la culture guyanaise, sa langue, son histoire et son folklore. Il a écrit plusieurs livres traitant du créole, du carnaval et de la culture guyanaise à travers des contes et des poèmes, publiés notamment chez l'éditeur guyanais Ibis rouge éditions, Matoury, Guyane Française.

## Valorisation de la culture guyanaise
Auxence Contout, a dédié sa vie à effectuer des recherches sur la culture guyanaise et a publié les fruits de celles-ci à travers des ouvrages de toutes formes littéraires.
La réalisation de ces différents ouvrages lui ont permis de parcourir tous les aspects de la vie guyanaise. Il favorisera l'aspect, social, économique, culturel et traditionnel qui l'ont amené à être un spécialiste de la culture créole. L'ensemble de ces œuvres sont vouées à la valorisation, la promotion et la préservation du patrimoine guyanais.

### La langue
Auxence Contout, a tout particulièrement travaillé sur les langues et cultures régionales. Il a étudié les étymologies et les transformations du créole depuis l'époque esclavagiste. Tout ce travail a permis à la langue créole de gagner en notoriété mais aussi à servir de base de recherche pour les linguistes.

#### Les contes et les légendes
Auxence Contout, commença la collecte des contes après son retour en Guyane en 1958. Pendant des années il sillonna la Guyane afin de rencontrer les conteurs. Cette collecte lui a permis de récolter tellement de contes qu'il ignorait comment les exploiter. Il a donc commencé par publier une partie, qu'il pensait plaire à l'auditoire guyanais.
Tout ce travail a permis à Auxence Contout d'être l'un des écrivains référents en matière de conte créole guyanais. Il a écrit près de cinq livres de fiction sur les contes, les légendes et les proverbes. D'après lui: « les contes et légendes représentaient des témoignages oraux irremplaçables sur le vécu guyanais » .  
D'ailleurs, chaque semaine, durant de nombreuses années, il a été chroniqueur à la presse guyanaise où il publiait des contes qu'il avait entendus lorsqu'il était enfant. Ces contes sont également mis en valeur lors des festivals internationaux du conte en Guyane, chaque année.

##### Le carnaval
En tant qu'homme de culture, Auxence Contout a également étudié le carnaval de Guyane. Il a par ailleurs publié un livre qui retrace à travers le monde l'histoire du carnaval à partir du XVIIIe siècle. Il y consacrera un chapitre sur les particularités du carnaval guyanais qui font de lui une des pratiques festives et culturelles les plus riches. Ce chapitre présente les différents personnages du carnaval guyanais qui retracent l'histoire de la société guyanaise à travers les caricatures du Nèg marron, des vidangeurs, de la Caroline etc..

## Homme de transmission
Il était un homme de transmission qui tentait de comprendre l'âme guyanaise à travers sa langue, ses traditions, son folklore etc.
Au cours de sa vie, Auxence Contout rencontrera beaucoup de jeunes afin de préparer la relève. La Guyane, regorgeant beaucoup de poètes dont certains sont méconnus, il présentait quelques fois des jeunes poètes sur le petit écran. Des jeunes, qui selon lui « ont toujours continué à manifester de l'engouement pour la muse ».
D'autres jeunes allaient à sa rencontre pour lui demander des conseils sur l'organisation de manifestations folkloriques. Il avoue cependant que la transmission n'était pas facile et encore moins de façon continue car après l'obtention d'un emploi ou après un départ pour la France, certains de ces jeunes délaissaient peu à peu le folklore. Quant à ceux qui continuaient à venir, ils n'avaient souvent pas le temps nécessaire pour entendre et assimiler tout ce qu'il avait à leur apprendre.
Pour lui, cela ne relevait pas d'un manque d'intérêt mais plutôt de : « la fébrilité de la vie moderne ». Si autrefois nous avions le temps de lire et d'éplucher plusieurs livres, aujourd'hui avec les avancées technologiques, les jeunes ont beaucoup à faire.

## Pensées critiques d'Auxence Contout sur l'histoire et la culture guyanaise

### Définition de la culture
Auxence Contout définit la culture comme devant rester fidèle à ses origines propres. Toutefois, cette culture doit être en état de créativité ou doit s'enrichir avec l'apport des autres cultures. Il y a donc une identité racine et une identité relation qui vient de l'extérieur.
« A nous de savoir trier tout ce qui nous vient de l’extérieur, ce que nous gardons pour l’intégrer à notre identité racine et ce que nous rejetons mais on ne peut pas repousser systématiquement ce qui vient de l’extérieur ».

#### Le folklore
Le folklore guyanais (chants, musiques, danses, contes…) est l'expression d'une culture née à l'époque esclavagiste qui apporte avec lui des témoignages de vie des générations successives  .
Auxence Contout, nous partage cela à travers un ouvrage dans lequel il aborde tout ce qui constitue la culture guyanaise: la question de l'identité à travers la multiculturalité présente en Guyane; les danses tambourinées à travers le camougé, le cassé-co, le lérol et le grajé; l'économie guyanaise; les fêtes religieuses à travers le carnaval et la mi-carême; les contes; la faune et la flore de Guyane; le lexique guyanais etc.
Bien qu'une partie de cette culture se soit perdue en chemin, les associations folkloriques guyanaises par leurs actions de préservation et de transmission, ont permis à la culture guyanaise de rayonner dans le monde à travers leurs voyages culturels en France, en Amérique, en Afrique… ce qui a permis de mettre le doigt sur des ressemblances interculturelles. Toutefois, si c'est culture est tant appréciée, c'est qu'elle est née d'une culture vivante, fidèle à ses origines tout en étant en constante créativité.

##### La culture guyanaise autrefois réprimandée
Les livres d'Auxence Contout ont permis d'apporter aux lecteurs une connaissance de la culture guyanaise qui autrefois était brimée. En effet, il était très difficile de réaliser des cours sur les langues régionales guyanaises d'autant plus que la pratique du créole guyanais était interdit à la maison et aussi à l'école. Il en était de même avec la pratique du tambour dans les Églises. Ces pratiques se sont rebellées en dehors de ces lieux mais tous les freins auxquels elles ont dû se confronter ont ralenti la transmission de cette culture.
D'après Auxence Contout, ce sont les générations de 1940-1960-1970 qui sont responsables de ce ralentissement car elles n'auraient pas suffisamment transmis cette culture à leurs descendances, surtout dans un contexte où de nouvelles identités arrivaient de l'extérieur (France, Afrique et ailleurs).

###### L'histoire guyanaise peu connue
Auxence Contout déclarait que nous ne connaissions pas assez l'histoire de la Guyane, qu'il fallait qu'on la fouille encore, que l'on compare ce qui avait été fait avant pour le rendre meilleur après. Il pensait que bien connaître son passé permettrait de comprendre son présent pour « avoir une vue concrète de l'avenir ». Il espère que ses recherches pourront permettre aux chercheurs d'aller plus loin et de faire mieux que lui .

## Vie associative
Auxence Contout participa à de nombreuses associations sportives et culturelles guyanaises. En effet, il fut l’un des membres fondateurs de l’association WAPA.
Il est à l’origine de la fondation de la ligue de  Handball de la Guyane et de la naissance de « La Croix du Sud ». Il a également été Secrétaire général du « Sport guyanais » et a occupé des fonctions importantes au sein de la Ligue de football.
Il est aussi membre fondateur en Guyane de l’Union sportive de l’enseignement du premier degré et de l’Union française des œuvres laïques d’éducation physique.
En juillet 1975, il présida le Comité économique et social jusqu'en janvier 1983 et désigné président du Comité de la culture, de l’éducation et de l’environnement. Dans le cadre de ces fonctions, il a fait partie du Conseil d'Administration de l'actuel Conservatoire de Musique, Danse et Théâtre de Guyane. D'ailleurs, en 1988 il a participé à la création de cet établissement qui anciennement était nommé "Ecole Régionale de Musique" .
Enfin, Auxence Contout fut Président de l'association de l'’Ordre national du Mérite  de Guyane.

## Prix, distinctions et hommages
Pendant ces années d'enseignement au Lycée Félix Eboué de Cayenne, Auxence Contout en devient censeur de 1963 à 1968.
En 2004, le collège République de Cayenne est renommé collège Auxence Contout, en hommage à cette personnalité guyanaise qui fut principal de ce collège pendant 22 ans. Par ailleurs une statue en bronze à son effigie a été érigée au centre de la cour de cet établissement par l'artiste guyanais Abel Adonaï.
Le 15 novembre 2017, il fut récompensé pour son engagement culturel lors d'une cérémonie officielle des "Dòkò Kiltir".
Dans le cadre des journées du patrimoine, le 15 septembre 2018, une manifestation rendant hommage à Auxence Contout fut réalisée à la bibliothèque Franconie de Cayenne.
Auxence Contout a aussi été commandeur de l'ordre national du Mérite de Guyane.

## Œuvres
- Lambeaux de Camougué, recueil poétique. 1959
- D'chimbo le rongou, feuilleton en épisodes .1968
- Le Patois guyanais. P. Laporte, 1973
- Langues et cultures guyanaises. A. Contout, 1987
- La Guyane des proverbes. A. Contout,1995 (volume 1)
- Le parler guyanais. A. Contout, 1996 (1re édition)
- Le petit dictionnaire de la Guyane classé par thèmes, avec histoires de mots, tournures et conversations. A.Contout, 1996.  (ISBN 978-2951072701)
- Guyane au sein de l’incertitude. A. Contout, 1999.  (ISBN 978-2-9510727-2-5)
- La Guyane : ses contes, ses devinettes, ses croyances, ses monuments. A.Contout, 1999.  (ISBN 978-2-9510727-1-8)
- Vaval, l’histoire du carnaval de la Guyane française. Ibis Rouge, 2000.  (ISBN 2844500935)
- Le parler guyanais. CRDP de la Guyane, 2003 (2e édition).  (ISBN 978-2-908931-42-6)
- Contes et légendes de Guyane. Maisonneuve et Larose, 2003.  (ISBN 978-2-7068-1690-1)
- La Guyane des proverbes. CRDP de la Guyane, 2006 (volume 2).  (ISBN 2-908931-80-X)
- Guyane d’hier et d’avant-hier. A.Contout, 2010.  (ISBN 9782951072732)
- Grands contes de Guyane. Orphie, 2017.  (ISBN 979-10-298-0221-8)

### Autres publications
- Atipa, premier roman en créole 1885. A. Parépou, A. Contout, M. Lohier, L.F. Prudent, 1980. Paris Ed. Caribéennes,  (ISBN 2-903033-20-X)